# Gianni Sartori
Gianni Sartori, all'anagrafe Giovanni Sartori (Pozzoleone, 2 dicembre 1946), è un ex pistard e ciclista su strada italiano.

## Carriera
Nato nel 1946 a Pozzoleone, in provincia di Vicenza, ha corso per tutta la carriera, terminata nel 1973 a 27 anni, da dilettante. Su strada ha vinto il G.P. di Casaleone nel 1971 e La Popolarissima nel 1972.
Ha ottenuto i principali risultati su pista, dove è stato campione italiano Dilettanti nel Chilometro a cronometro nel 1967, 1970 e 1971. Nella stessa specialità ha preso parte a quattro edizioni dei Mondiali, sempre nella categoria Dilettanti, vincendo la medaglia di bronzo a Montevideo 1968 ma soprattutto conquistando la maglia iridata a Brno 1969. A Leicester 1970 ha chiuso 6º, a Varese 1971 è invece arrivato 5º.
A 21 anni ha partecipato ai Giochi olimpici di Città del Messico 1968, terminando 4º nel chilometro a cronometro con il tempo di 1'04"65, a 2 centesimi dalla medaglia di bronzo, vinta dal polacco Janusz Kierzkowski, nonostante il suo crono abbia superato il precedente record olimpico.
Nel 1967 ha fatto segnare il record mondiale nel Chilometro a cronometro con il tempo di 1'04"61, battuto nel 1973 dal danese Niels Fredborg.

## Palmarès

### Strada
- 1971 (dilettanti)

G.P. di Casaleone
- 1972 (dilettanti)

La Popolarissima

### Pista
- 1967 (dilettanti)

Campionati italiani, Chilometro a cronometro
- 1969 (dilettanti)

Campionati del mondo, Chilometro a cronometro
- 1970 (dilettanti)

Campionati italiani, Chilometro a cronometro
- 1971 (dilettanti)

Campionati italiani, Chilometro a cronometro

## Piazzamenti

### Competizioni mondiali
- Campionati del mondo

Montevideo 1968 - Chilometro a cronometro Dilettanti: 3º
Brno 1969 - Chilometro a cronometro Dilettanti: vincitore
Leicester 1970 - Chilometro a cronometro Dilettanti: 6º
Varese 1971 - Chilometro a cronometro Dilettanti: 5º
- Giochi olimpici

Città del Messico 1968 - Chilometro a cronometro: 4º